# Mark Buckingham
Mark Buckingham (1985) è un triatleta britannico specializzato nel duathlon.

## Palmarès
- Mondiali duathlon

Penticton 2017: bronzo nell'individuale.
Fionia 2018: bronzo nell'individuale.